# Pierre-Marie Deloof
Pierre-Marie Deloof (ur. 29 września 1964 w Brugii) – belgijski wioślarz, srebrny medalista olimpijski.

## Kariera
Wystartował na igrzyskach olimpijskich w Los Angeles w 1984, gdzie razem z Dirkiem Croisem zdobył srebrny medal w dwójkach podwójnych. W finale o 2,32 sekundy przegrali z osadą USA, a o 1,40 sekundy pokonali osadę Jugosławii. Był to jego jedyny start olimpijski. 
W tej samej konkurencji zajął też czwarte miejsce na mistrzostwach świata w Hazewinkel w 1985. Walkę o medal Belgowie przegrali tam ze Szwajcarami o 0,01 sekundy. Ponadto w latach 1981 i 1982 zdobywał brązowe medale w jedynkach na mistrzostwach świata juniorów.